# Jacques Bureau (SOE)
Pour les articles homonymes, voir Bureau et Jacques Bureau (homonymie).
Jacques Bureau, 6 février 1912 dans le 8e arrondissement de Paris et mort le 28 septembre 2008, fut un fondateur du Hot Club de France. En 1942-1943, il fut technicien radio au sein du réseau Prosper-PHYSICIAN du SOE britannique.

## Biographie
Jacques René Bureau naît le 6 février 1912 à Paris 8e.
Au lycée Carnot, il devient ami avec Charles Delaunay.
Après avoir suivi une formation d’ingénieur agronome, Jacques Bureau s’installe comme agriculteur sur une grande ferme près de la Loire.
En 1929, il découvre le jazz et en 1930, il fonde le Hot Club de France, avec Hugues Panassié, Pierre Noury, Pierre Gazères, Edwin Diratz et Jacques Auxenfans. L'année suivante, il est le premier commentateur et critique de jazz à Radio LL, la radio privée de Lucien Lévy.
En 1933, il invite Charles Delaunay à faire partie du Hot Club de France.
En 1937, il fait partie du groupe Les Réverbères qui réunit les rescapés du dadaïsme et du surréalisme. L'année suivante, il fonde la revue correspondante Les Réverbères. Il se retire de la direction du Hot Club de France, où il est remplacé par Charles Delaunay.
En septembre 1939, après la déclaration de guerre, il est envoyé en Syrie. Après la défaite de 1940, il rentre en France.
À Paris, sous occupation allemande, Jacques Bureau rejoint, aux côtés de son ami Noël Arnaud, le groupe surréaliste la Main à plume.
Il est recruté par Germaine Tambour dans le réseau Prosper-PHYSICIAN du SOE britannique et met à son service ses connaissances techniques en matière de communications radio, jusqu'au démantèlement du réseau mi 1943. Le 14 juillet 1943, le SD l'arrête à son domicile, en même temps que sa femme Reine et deux personnes qu'il héberge cette nuit-là . Il est incarcéré à Fresnes, et interrogé plusieurs fois par le SD avenue Foch, qui pense détenir en lui un technicien de haut niveau, susceptible de livrer les derniers secrets des alliés en matière d'ondes décimétriques, c'est-à-dire de radar, et qui, au lieu de le déporter dans un camp de la mort, le dirige vers de simples prisons, à Berlin puis à Brunswick.
La paix revenue, il devient, au ministère de la Santé, spécialiste de la conception d'hôpitaux et de leur équipement ; il parcourt ainsi le tiers monde pour préparer la construction d'hôpitaux universitaires adaptés à la médecine moderne.
En 1954, il conçoit les modules électroniques de la première œuvre artistique interactive au monde, sous la direction de Nicolas Schöffer qui en est l'auteur, la Tour Spatiodynamique Cybernétique, une sculpture de 50 m de haut exposée durant l'été au salon des travaux publics à Paris, Parc de Saint-Cloud.
Jacques Bureau meurt le 28 septembre 2008 à Melleroy. Il est enterré au cimetière de Melleroy (Loiret).

## Famille
Selon les données d’état civil
- Parents : René Jules Bureau et Sarah Marie Louise  Hugodot.
- Marié à Melleroy le 9 juin 1941 avec Reine Marie Albertine Justine Duysburgh ; divorcé le 26 avril 1954
- Marié à Melleroy le 19 juin 1965 avec Marie Rose Paulette Petitjean

## Ouvrages

### Contributions à la Main à plume
- "Morale des mots et morale des objets", Transfusion du verbe, les Éditions de la Main à plume, Paris, 1941.
- "De toutes les voix du monde", Transfusion du verbe, les Éditions de la Main à plume, Paris, 1941.
- "Le clou", destiné à la plaquette L'Objet, inédit.

### Témoignage sur la Résistance
- Jacques Bureau, Un soldat menteur : récit, Paris, R. Laffont, 1992, 524 p. (ISBN 2-221-07312-6).

### Romans
- Coldie ou la part de l'eau, Robert Laffont, 1957 -  1992  (ISBN 978-2221017197).
- Trois pierres chaudes en Espagne, Robert Laffont, 1959 - 1992  (ISBN 978-2221017180)
- Jacques Bureau, La motocyclette merveilleuse : roman, Paris, Éditions R. Laffont, 1981, 446 p. (ISBN 978-2-221-00753-2).

### Livres et articles sur le jazz
- « Souvenirs d’un vieillard amateur de jazz », Musica n° 73, av. 1960, p. 21-25.
- « Naissance d’une passion », Les Cahiers du jazz, n°1, Alive, 2001, p. 217-222.
- « Du jazz hot… au surréalisme », Jazz Hot, n° 651, mars 2010, p. 8-13.
- Noël Arnaud, Jacques Bureau, Michel Philippot et Max Bucaille, Duke Ellington, étude serrée par Noël Arnaud suivie des commentaires techniques de Jacques Bureau et d'une tentative d'essai en vue d'un premier manifeste d'une école de Créteil suggéré par Michel Philippot, avec le portrait de Duke Ellington et celui de Kay Davis vus de près par Max Bucaille, à l'enseigne du Messager Boiteux de Paris, 1950.
- Encyclopédie du Jazz, Aimery Somogy, 1958,
- Soixante-cinq Vocations de musiciens, préface de Luc Bérimont, Gründ, 1961.

### Science et technique
- Dictionnaire de l'informatique, Larousse, 1972
- L'Ère logique, Robert Laffont, coll. Le Monde qui se fait, 1969. Édition de la traduction en allemand par Jean-Claude et Susi Piroué, Econ Verlag, 1973.

## Distinctions
Il est reconnu « Déporté résistant »,.
- Médaille de la Résistance française par décret du 20 novembre 1946[7].

### Sources et références
- Léa Nicolas-Teboul, La Main à plume (1940-1944), le communisme des esprits surréalistes à l'épreuve de l'Occupation, [archive] préface de Louis Janover, Hermann, coll "Savoir lettres", sept. 2023   (ISBN 9791037031549).
- Un Soldat menteur, troisième de couverture.
- Article Anne Legrand, Jazzman :
- Philippe Sauret, Et la France découvrit le blues : 1917 à 1962, chapitre II, Les Amateurs de jazz s'organisent (1929-1935).
- Georges Mourier, Mentir ?, documentaire[8], collection « Le Choix des Hommes », 2000. Édité chez A l'Image Près: http://www.alimagepres.fr/actu_mentir_dvd.html
- Dimitri Vicheney, Une page de la Résistance dans le XVe arrondissement. Les réseaux du S.O.E. article in Bulletin de la société historique et archéologique du XVe arrondissement de Paris, numéro18, automne 2001, p. 5-17.